# سوق اللیل
سوق اللیل یک منطقهٔ مسکونی در عربستان سعودی است که در استان جازان واقع شده‌است.